# Dombeya ferruginea
Espèce
Classification phylogénétique
Dombeya ferruginea est une espèce de plante de la famille des Sterculiacées. Elle est endémique de l'archipel des Mascareignes, dans le sud-ouest de l'océan Indien.